# Winchester & District Saturday Football League
De Winchester & District Saturday Football League is een Engelse regionale voetbalcompetitie. Er is slechts 1 divisie en die bevindt zich op het 14de niveau in de Engelse voetbalpiramide. De kampioen kan promoveren naar de North Hants League.